# Polder Zevenhoven
Polder Zevenhoven is een polder en voormalig waterschap in de Nederlandse provincie Zuid-Holland.
In 1860 werd waterschap Nieuwkoopsche en Zevenhovensche Polder gesplitst in de Polder Nieuwkoop en de Polder Zevenhoven.